# See You
See You è un singolo del gruppo musicale britannico Depeche Mode, pubblicato il 29 gennaio 1982 come primo estratto dal secondo album in studio A Broken Frame.

## Promozione
Il singolo è stato distribuito inizialmente per il mercato europeo attraverso la Mute Records il 29 gennaio 1982, per poi essere stato pubblicato anche nell'America del Nord il 16 luglio dello stesso anno sotto la Sire Records.
La promozione del singolo è proseguita con il See You Tour, tournée partita nel gennaio 1982 al Crocs di Rayleigh e conclusasi il 16 maggio dello stesso anno presso il Roxy di Los Angeles.

## Video musicale
Il video, diretto da Julien Temple, è il primo in cui non appare Vince Clarke, sostituito da Alan Wilder (all'epoca non ancora un componente ufficiale della formazione).
Il cantante Dave Gahan, arrivato alla stazione, vede da una cabina per le fotografie uscire delle foto di una ragazza ed entrato nella cabina inizia a cantare guardando le foto della ragazza. Poi si dirige verso un centro commerciale dove incontra Martin Gore e Andrew Fletcher e trova un'altra cabina per le foto, stavolta però escono le foto della stessa ragazza che bacia gli altri membri del gruppo, ma dopo essere uscito vede lui stesso assieme a quella ragazza. Dopo aver vagato qua e là per il negozio compra un disco in vinile con la copertina di See You, va dalla cassiera e scopre che è proprio la ragazza che si è vista nella foto dell'inizio del video.
Al pari dei successivi video di The Meaning of Love, Leave in Silence e Get the Balance Right!, i Depeche Mode furono insoddisfatti del risultato, decidendo di ometterlo dall'album video Some Great Videos del 1985 (verrà comunque inserito in Video Singles Collection del 2016). Alcuni spezzoni del video sono stati inoltre utilizzati per la realizzazione di quello di Martyr del 2006.

## Tracce
Testi e musiche di Martin L. Gore.
7" (Australia, Europa, Nuova Zelanda, Regno Unito)
- Lato A

1. See You – 3:51

- Lato B

1. Now, This Is Fun – 3:16

7" (Giappone)
- Lato A

1. See You – 4:35

- Lato B

1. The Meaning of Love – 3:06

12" (Europa, Regno Unito)
- Lato A

1. See You (Extended Version) – 4:48

- Lato B

1. Now, This Is Fun (Extended Version) – 4:40

12" (Canada, Stati Uniti)
- Lato A

1. See You – 4:50
2. Now This Is Fun – 4:45

- Lato B

1. The Meaning of Love – 4:59
2. See You – 3:55

CD (Europa)
1. See You (Extended Version) – 4:52
2. Now, This Is Fun (Extended Version) – 4:42
3. See You (7" Version) – 3:59

CD, download digitale, streaming
1. See You (Extended Version) – 4:54
2. Now, This Is Fun – 3:25
3. Now, This Is Fun (Extended Version) – 4:45

## Formazione
Hanno partecipato alle registrazioni, secondo le note di copertina di A Broken Frame:
Gruppo
- David Gahan – strumentazione, voce
- Martin Gore – strumentazione, voce
- Andrew Fletcher – strumentazione, voce

Produzione
- Daniel Miller – produzione
- Depeche Mode – produzione
- John Fryer – ingegneria del suono
- Eric Radcliffe – ingegneria del suono
- Brian Griffin – fotografia
- Martyn Atkins – design

## Classifiche
| Classifica (1982) | Posizione massima |
| ----------------- | ----------------- |
| Germania          | 44                |
| Irlanda           | 9                 |
| Paesi Bassi       | 49                |
| Regno Unito       | 6                 |